# London West (circonscription du Parlement européen)
Avant l’adoption uniforme de la représentation proportionnelle en 1999, le Royaume-Uni utilisait le système uninominal à un tour pour les élections européennes en Angleterre, en Écosse et au pays de Galles. Les conscriptions du Parlement européen utilisées dans ce système étaient plus petites que les circonscriptions régionales les plus récentes et ne comptaient chacune qu'un seul membre au Parlement européen.
La circonscription de London West était l'une d'entre elles.

## Limites
Lors de sa création en 1979, il se composait des circonscriptions parlementaires du Parlement de Westminster de Acton, Brentford and Isleworth, Ealing North, Feltham and Heston, Hayes and Harlington, Ruislip-Northwood, Southall et Uxbridge.
Les circonscriptions parlementaires ont été redessinées en 1983 et les circonscriptions européennes ont été modifiées en 1984 pour refléter cela. Le siège révisé comprenait les circonscriptions de Westminster suivantes : Brentford and Isleworth, Ealing Acton, Ealing North, Ealing Southall, Feltham and Heston, Hammersmith, Richmond and Barnes et Twickenham. Les mêmes limites ont été utilisées en 1989 et 1994,.

## Membre du Parlement européen
| Élection | Élection | Membre          | Parti        |
| -------- | -------- | --------------- | ------------ |
|          | 1979     | Brian Hord      | Conservateur |
|          | 1984     | Michael Elliott | Travailliste |
| 1989     |          | Michael Elliott | Travailliste |
| 1994     |          | Michael Elliott | Travailliste |